# Robert David Steele
Robert David Steele Vivas (New York, 16 luglio 1952 – Florida, 30 agosto 2021) è stato un informatico statunitense, conosciuto per la sua promozione dell'open source intelligence (OSINT) .

## Biografia

### Carriera
Con il padre dirigente in una società petrolifera trascorre i suoi primi vent'anni tra l'America Latina e l'Asia. Ha conseguito un BA in Scienze Politiche; un MA in Relazioni Internazionali; e un MPA in Pubblica Amministrazione. Ha lavorato nell'ambasciata americana di El Salvador durante la guerra civile come funzionario politico e poi diretto a Washington un team sulla politica estera. Ha rappresentato i marines in diversi apparati di intelligence, continuando anche dopo il congedo da civile con la ricerca nell'intelligenza artificiale e nella strategia cognitiva.
Era comunemente associato con l'open source intelligence movement e coniò le espressioni "virtual intelligence" e "information peacekeeping". Sosteneva che l'U.S. intelligence necessita di riforme, e che il settore privato può eseguire un'elevata percentuale di servizi nell'U.S. open source intelligence e ridurre quindi i costi del Governo federale degli Stati Uniti d'America; inoltre riteneva "l'Intelligenza collettiva" o "la saggezza della folla"  (come Howard Rheingold definisce "smart mobs") che nei manifesti della sottocultura Hacker è considerata  una "risorsa nazionale".
Steele era un sostenitore internazionale dell'OSINT, documentando entrambi i rapporti, anche se ignorato fin di recente, nella sua decennale esperienza da advocacy per una corretta impostazione degli interessi nazionali nell'OSINT dal 1988 ad oggi; sosteneva pure che la CIA ha rifiutato di prendere sul serio le informazioni open source per decenni, e non dovrebbe essere incaricata di sviluppare nuove capacità che le sono completamente estranee alla sua attuale cultura basata sul segreto.

### Morte
È morto di COVID-19 nel 2021.

## Opere
- On Intelligence: Spies and Secrecy in an Open World (AFCEA, 2000). ISBN 0-9715661-0-0.
- The New Craft of Intelligence: Personal, Public, & Political (OSS, 2002). ISBN 0-9715661-1-9.
- Peacekeeping Intelligence: Emerging Concepts for the Future (OSS, 2003). Contributing editor with Ben de Jong and Wies Platje. ISBN 0-9715661-2-7.
- Information Operations: All Information, All Languages, All the Time (OSS, 2005). ISBN 0-9715661-3-5.
- The Smart Nation Act: Public Intelligence in the Public Interest (OSS, 2006). ISBN 0-9715661-4-3.

## Apparizioni video
- Steele è in prima linea nel documentario del 2007 American Drug War: The Last White Hope.
- È apparso anche in due documentari francesi: Les Hackers (English translation: Hackers), del  National Geographic Channel, CIA Guerres Secretes (di William Karel) e Le Monde selon Bush (English translation: The World according to Bush di William Karel), per il canale televisivo Paris Première.